# Cotapata (Sud Yungas)
Cotapata (auch: San Juán de Cotapata) ist eine Ortschaft im Departamento La Paz im südamerikanischen Andenstaat Bolivien.

## Lage im Nahraum
Cotapata ist zentraler Ort des Kanton Cotapata im Municipio La Asunta in der Provinz Sud Yungas. Die Ortschaft liegt auf einer Höhe von 883 m oberhalb des linken Ufers des Río Boopi, der sich aus dem von La Paz aus südwestlicher Richtung her zufließenden Río de la Paz bildet und zum Río Beni hin entwässert.

## Geographie
Cotapata liegt an den Osthängen der bolivianischen Cordillera Central zwischen den Anden-Gebirgsketten der Cordillera Occidental im Westen und der Cordillera de Cocapata im Osten.
Die Jahresdurchschnittstemperatur der Ortschaft liegt bei 23 °C (siehe Klimadiagramm La Asunta), der Jahresniederschlag beträgt etwa 1300 mm. Die Region weist ein ausgeprägtes Tageszeitenklima auf, die Monatsdurchschnittstemperaturen schwanken nur unwesentlich zwischen gut 20 °C im Juni/Juli und 25 °C im November/Dezember. La Asunta weist eine kurze Trockenzeit mit Monatsniederschlägen von 25 mm in den Monaten Juni und Juli auf, in der Feuchtezeit erreichen die Monatswerte bis 200 mm von Dezember bis Februar.

## Verkehrsnetz
Cotapata liegt in einer Entfernung von 215 Straßenkilometern nordöstlich von La Paz, der Hauptstadt des gleichnamigen Departamentos.
Von La Paz führt die asphaltierte Nationalstraße Ruta 3 in östlicher Richtung sechzig Kilometer über den Pass La Cumbre bis Unduavi, von dort zweigt die Ruta 25 ab, die als unbefestigte Landstraße weiter in südöstlicher Richtung in siebzig Kilometer bis Chulumani führt. Von dort führt eine unbefestigte Straße über Tajma an den Flüssen Río Solacama, Río Tamampaya und Río Boopi entlang weiter nach Norden und erreicht nach etwa sechzig Kilometern La Asunta, von wo aus sie weiter flussabwärts am Río Boopi entlang über Cotapata nach Puerto Rico verläuft.

## Bevölkerung
Die Einwohnerzahl der Ortschaft ist in den vergangenen beiden Jahrzehnten deutlichen Schwankungen unterlegen gewesen:
| Jahr | Einwohner | Quelle       |
| ---- | --------- | ------------ |
| 1992 | 262       | Volkszählung |
| 2001 | 457       | Volkszählung |
| 2012 | 308       | Volkszählung |
| 2024 |           | Volkszählung |

Die Region weist einen relativ hohen Anteil an Aymara-Bevölkerung auf, im Municipio La Asunta sprechen 59,3 Prozent der Bevölkerung Aymara.